# Ceratosolen calopilinae
Ceratosolen calopilinae är en stekelart som beskrevs av Wiebes 1963. Ceratosolen calopilinae ingår i släktet Ceratosolen och familjen fikonsteklar. Inga underarter finns listade i Catalogue of Life.